# Суох
Суох (индон. Suoh, Suwoh) — кальдера диаметром 8×16 км, находящаяся на острове Суматра в Индонезии. Имеет тектоническое происхождение и содержит меньший комплекс кальдер. По краям кальдеры расположены маары и кремнистые купола. Внутри кальдеры также расположено фумарольное поле Пематанг Бата и многочисленные горячие источники.

## Вулканическая активность
Последнее извержение кальдеры началось 10 июля 1933 года и закончилось 5 августа того же года. Тогда кальдера произвела большие фреатические взрывы в результате землетрясения, было высвобождено 0,2 км2 тефры. По шкале VEI эксплозивность извержения получила 4 балла из 8 возможных. 15 февраля 1994 года в результате землетрясения магнитудой 7,2 балла произошли очень незначительные гидротермальные взрывы, были образованы 2 кратера шириной по 5 м.